# Ramo orizzontale

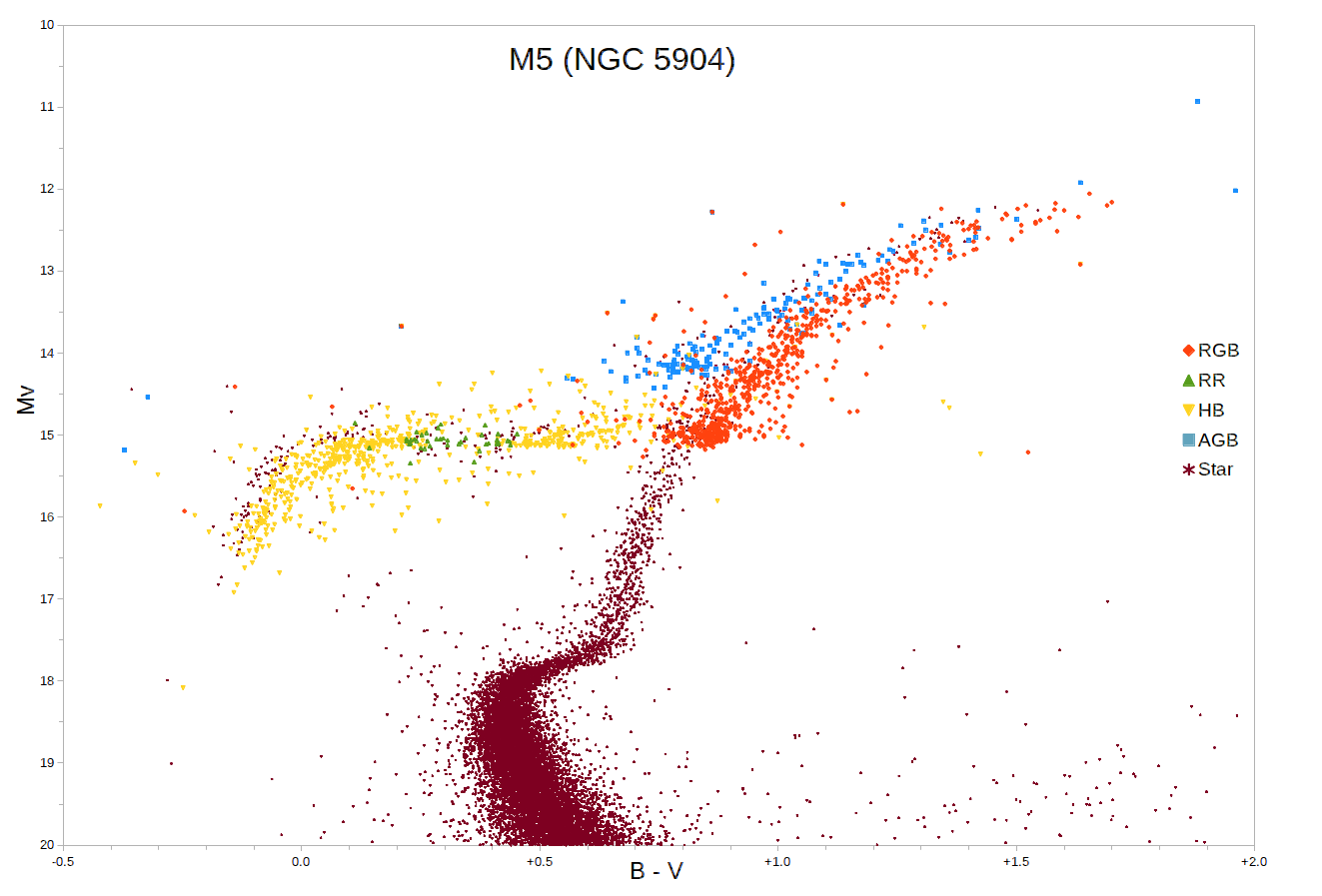
Il diagramma H-R dell'ammasso globulare M5. Il ramo orizzontale è evidenziato in giallo, le variabili RR Lyrae in verde mentre alcune delle giganti rosse più luminose sono in rosso

Il ramo orizzontale (o bracco orizzontale o HB, acronimo dell'inglese Horizontal Branch) è uno stadio dell'evoluzione delle stelle di massa media e piccola, che segue quello del ramo delle giganti rosse. L'accensione dell'elio, che avviene nelle stelle che raggiungono l'apice del ramo delle giganti rosse, determina una sostanziale modifica della struttura stellare che si traduce in una diminuzione della luminosità, nella contrazione della stella e in un conseguente aumento della temperatura superficiale. Le stelle del ramo orizzontale ricavano la loro energia dalla fusione dell'elio in carbonio nel nucleo e dalla fusione dell'idrogeno in elio in un guscio che circonda il nucleo.
Il ramo orizzontale fu scoperto studiando la fotometria degli ammassi globulari, mentre era assente in quella degli ammassi aperti che erano stati studiati fino ad allora. Il ramo orizzontale deriva il suo nome dal fatto che negli ammassi di stelle di bassa metallicità, come gli ammassi globulari, le stelle del ramo si dispongono in una linea più o meno orizzontale sul diagramma H-R.

## Evoluzione
Nelle stelle di sequenza principale di massa media e piccola la fusione dell'idrogeno in elio aumenta costantemente la concentrazione di elio nel nucleo. La velocità di tale processo è determinata da vari fattori, ma quello primario è la massa della stella stessa. Quando la concentrazione di elio raggiunge un certo limite, il nucleo non è più in grado di sostenere reazioni nucleari, che pertanto migrano in un guscio esterno al nucleo. Nelle stelle di massa inferiore a 2 M⊙ il nucleo diventa degenere e non contribuisce alla produzione di energia, ma continua a incrementare la sua massa e la sua temperatura mano a mano che la fusione dell'idrogeno nel guscio produce nuovo elio.
Se la stella ha una massa di almeno 0,5 M⊙, il nucleo raggiunge a un certo punto temperature atte alla fusione dell'elio in carbonio mediante il processo tre alfa. L'accensione dell'elio avviene in una regione del nucleo e produce un immediato aumento della temperatura. Nella materia non degenere un aumento di temperatura causa un aumento di pressione del gas e la sua espansione. Tuttavia nella materia degenere l'aumento di temperatura non si traduce in un aumento di pressione, sicché il nucleo inizialmente non si espande. Ma poiché, inoltre, l'efficienza del processo tre alfa dipende esponenzialmente dalla temperatura, l'aumento di temperatura causa un aumento rapidissimo delle reazioni di fusione, che a loro volta producono un nuovo aumento della temperatura e un'ulteriore accelerazione delle reazioni di fusione. Di conseguenza, il flash dell'elio libera in pochi secondi una grande quantità di energia, che tuttavia viene assorbita dal plasma circostante il nucleo e si traduce solo nell'espansione del guscio non degenere di idrogeno che circonda il nucleo, non producendo effetti visibili nell'esterno della stella. Quando, in tempi brevissimi, la temperatura del nucleo raggiunge 3×108 K, la pressione termica diventa dominante e ciò rimuove lo stato degenere del nucleo, che pertanto si espande, diminuendo in tal modo la sua temperatura e la sua produzione di energia.
In seguito al flash dell'elio la stella raggiunge un nuovo equilibrio. Poiché l'astro tende a conservare la sua energia totale e quindi sia la sua energia potenziale gravitazionale che la sua energia termica, ogni contrazione del nucleo deve accompagnarsi a un'espansione delle zone superficiali della stella in modo da conservare l'energia potenziale gravitazionale totale; inoltre a un aumento della temperatura del nucleo deve corrispondere una diminuzione della temperatura delle zone superficiali in modo da conservare l'energia termica totale. L'espansione del nucleo in seguito al flash dell'elio e la conseguente diminuzione di temperatura corrispondono pertanto a una contrazione del volume totale della stella e a un aumento della sua temperatura superficiale. La stella migra quindi in una zona del diagramma H-R più prossima alla sequenza principale, anche se la sua luminosità è molto più elevata delle stelle di sequenza principale di corrispondente massa. Le stelle di massa media e piccola che fondono l'elio in carbonio nei loro nuclei e l'idrogeno in elio in un guscio che circonda il nucleo, si dicono appartenere non più al ramo delle giganti rosse, ma al ramo orizzontale. Il nome di ramo orizzontale deriva dal fatto che le stelle in questa fase evolutiva occupano una striscia più o meno orizzontale nel diagramma H-R di ammassi di stelle di bassa metallicità, come gli ammassi globulari.

## Morfologia del ramo orizzontale

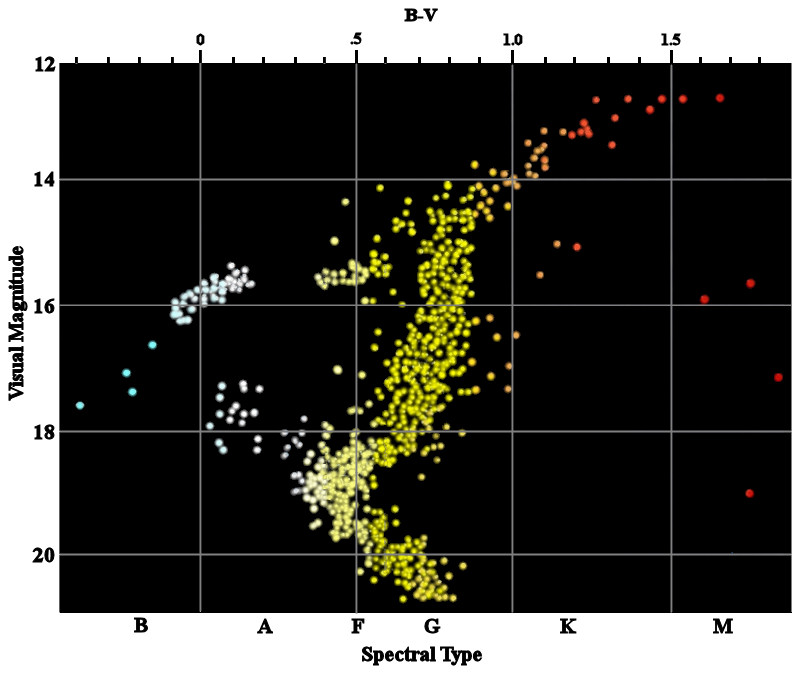
Un digramma colore-magnitudine dell'ammasso globulare M3. Il ramo orizzontale giace più o meno all'altezza di V=16 alla sinistra di B-V = 0,7. Il gap nel ramo orizzontale fra B-V = 0,1 e B-V = 0,4 è solo apparentemente privo di stelle ma è in realtà popolato dalle variabili RR Lyrae che di solito, a causa della loro variabilità, non vengono adeguatamente rappresentate in diagrammi come quello in figura. Alla sinistra del gap si dispongono le giganti blu appartenenti al ramo orizzontale.

La morfologia del ramo orizzontale deriva dal fatto che tutte le stelle di massa media o piccola (<2 M⊙) hanno un nucleo di massa uguale (circa 0,45 M⊙) e pertanto tendono ad avere tutte la stessa luminosità (fra i 20 e i 50 L☉). La differente temperatura superficiale e, di conseguenza, il loro diverso colore si deve invece ad altri fattori.
L'estremità destra del ramo orizzontale tende a sovrapporsi con il ramo delle giganti rosse e ad essere difficilmente distinguibile da esso. Questa sezione del ramo viene chiamata in inglese red clump (letteralmente: gruppo rosso). Essa è popolata da stelle relativamente massicce e ricche di metalli. Essendo massicce, l'inviluppo di idrogeno che circonda il nucleo è più spesso e la stella presenta maggiori dimensioni.
L'estremità sinistra del ramo è invece popolata da stelle povere di metalli e di massa inferiore rispetto a quelle dell'estremità destra. Essendo meno massicce, l'inviluppo di idrogeno che circonda il nucleo è più sottile e la stella presenta dimensioni inferiori. La maggiore sottigliezza dello strato di idrogeno e la sua minore opacità dovuta alla povertà dei metalli fanno sì che queste stelle abbiano temperature superficiali superiori a quelle dell'estremità destra del ramo, tanto da poter essere classificate come delle giganti blu. Esse si pongono infatti nelle vicinanze della sequenza principale, anche se sono molto più luminose delle stelle di sequenza principale che hanno la loro stessa massa.
I diagrammi H-R degli ammassi globulari presentano spesso un ramo orizzontale con un evidente vuoto fra l'estremità destra e quella sinistra, che potrebbe suggerire scorrettamente che non esistono stelle che popolano questa zona del diagramma H-R. In effetti, la striscia di instabilità incrocia il ramo orizzontale proprio nella sua parte centrale, sicché le stelle di questa regione pulsano e sono variabili, in particolare variabili RR Lyrae. Si tratta di stelle aventi una massa medio-piccola (circa 0,7 M⊙) e di popolazione II. Hanno periodi 0,2-1,1 giorni e la loro luminosità varia da 0,2 a 2 magnitudini. Per stabilire la luminosità media di una stella variabile sono richiesti lunghi periodi di osservazione dedicati, che non sono pensabili nella ricostruzione dei diagrammi H-R di interi ammassi globulari. Di conseguenza, le stelle variabili sono di solito escluse dalle rappresentazioni grafiche degli ammassi sui diagrammi, a causa della scarsità dei dati disponibili. Da qui, il vuoto che molto spesso è visibile fra le due estremità del ramo in molti grafici H-R degli ammassi globulari.

## Fattori che determinano la morfologia del ramo

La traccia evolutiva di una stella simile al Sole. Si noti la relazione fra ramo orizzontale e red clump

I due fattori fondamentali che modellano la morfologia del ramo orizzontale sono la massa delle stelle che lo compongono e la loro metallicità. Nelle stelle con metallicità solare o superiore, la presenza di elementi pesanti produce un'opacità dell'inviluppo di idrogeno, che finisce per distenderlo indipendentemente dalla sua massa. Di conseguenza, queste stelle tendono ad avere temperature superficiali relativamente basse e a far parte del red clump. Se le stelle hanno invece metallicità più bassa, come avviene per quelle appartenenti agli ammassi globulari, allora tendono a occupare diverse posizioni nel ramo a seconda della massa, disponendosi le più massicce nella sezione destra del ramo e quelle meno massicce nella sezione sinistra. La morfologia del ramo varia da ammasso globulare ad ammasso globulare a seconda della porzione di stelle che occupano le due estremità e la zona delle variabili RR Lyrae.
I fattori che determinano le differenze nelle morfologie del ramo orizzontale degli ammassi globulari rappresentano un problema di lunga data dell'astrofisica stellare. Come si è detto, la composizione chimica è un fattore, avendo gli ammassi globulari più poveri di metalli rami orizzontali maggiormente spostati verso il blu. Tuttavia, esistono coppie di ammassi globulari che hanno la stessa metallicità ma diverse morfologie del ramo orizzontale: un esempio è la coppia formata da NGC 288 (che ha un ramo orizzontale molto blu) e NGC 362 (che lo ha abbastanza rosso).
Ci deve essere quindi quello che è stato chiamato un "secondo parametro", che è responsabile della diversa disposizione delle stelle sul ramo a parità di metallicità.
Una delle proposte è stata quella di identificare il secondo parametro con la rotazione stellare. L'idea è che differenti velocità di rotazione influenzino poco l'evoluzione di una stella quando è nella sequenza principale, ma che diventino invece importanti quando raggiungono l'apice del ramo delle giganti rosse, se il nucleo di elio degenerato, contraendosi, accelera la sua velocità di rotazione, differenziandola da quella della superficie stellare. Una maggiore velocità di rotazione del nucleo può ritardare il flash dell'elio e permette alla stella di ascendere maggiormente nel ramo delle giganti rosse, perdendo maggiori quantità di massa. Quando il flash dell'elio si innesca, la stella, essendo meno massiccia, si posizionerà nella zona blu del ramo orizzontale. Se il fenomeno della rotazione differenziale non interviene, la stella perderà meno massa e si posizionerà nella zona rossa del ramo.
Esistono tuttavia ipotesi alternative riguardo al secondo parametro, che lo identificano o con l'età dell'ammasso globulare (gli ammassi globulari più vecchi avrebbero un ramo orizzontale più blu), oppure con il contenuto di elio (un maggiore contenuto renderebbe più blu il ramo) o con l'abbondanza di altri elementi chimici. È probabile che più di uno di questi fattori abbia un ruolo nella determinazione della morfologia del ramo orizzontale.

## L'estremo blu del ramo orizzontale
L'estremità sinistra del ramo orizzontale, formata dalle stelle più calde e quindi dal colore più blu, presenta delle caratteristiche peculiari e non ancora comprese pienamente. In primo luogo, tale estremità del ramo è molto lunga e si estende oltre la sequenza principale, alla sua sinistra, fino a temperature molto alte (20 000 - 40 000 K), tanto che queste stelle vengono classificate come stelle subnane. In secondo luogo, il ramo occidentale termina spesso con una "coda blu", formata da stelle calde aventi una luminosità minore delle altre appartenenti al ramo, o con un "gancio blu", formato da stelle aventi luminosità superiori a quelle appartenenti al ramo. L'estremità blu del ramo, chiamata "ramo orizzontale esteso" (in inglese Extended Horizontal Branch) o "ramo orizzontale estremo" (in inglese  Extreme Horizontal Branch, abbreviato con EHB) è quindi popolata da stelle con temperature molto più alte di quanto ci si aspetterebbe da una normale stella che fonde l'elio nel suo nucleo. Sono state quindi proposte diverse teorie per spiegare la loro formazione.
Una buona parte delle stelle che popolano l'EHB sono interpretate come stelle che fondono l'elio in carbonio nei loro nuclei e che hanno quasi completamente perso il loro inviluppo di idrogeno. Per questo aspetto sono simili alle stelle di Wolf-Rayet sebbene siano molto meno massicce e luminose di queste ultime. La loro massa infatti si aggira mediamente intorno a 0,5 M⊙. Sono state proposte diverse ragioni per cui una stella a questo stadio può perdere così ingenti quantità di idrogeno. È stato osservato che le stelle dell'EHB appartengono in percentuale maggiore del normale a sistemi doppi. Un'ipotesi è che quindi la stella dell'EHB abbia trasferito buona parte del suo inviluppo alla compagna durante la sua ascesa lungo il ramo delle giganti rosse. Tuttavia, un numero significativo di stelle appartenenti all'EHB sono sicuramente singole e la spiegazione della loro evoluzione è più problematica. Un possibile scenario è quello della fusione di due nane bianche all'elio che riaccendono le reazioni di fusione. Altri scenari ipotizzati sono la fusione di una gigante rossa con una stella di piccola massa o con una nana bruna, che porterebbe a un'accelerazione del moto di rotazione della gigante e a una conseguente perdita di massa, oppure la fusione di una nana bianca all'elio con una stella di piccola massa che fonde idrogeno, che porterebbe a una stella composta soprattutto da elio con sottile inviluppo di idrogeno. Sono stati proposti anche scenari che non prevedono l'interazione di due stelle, ma evoluzioni stellari non standard, che prevedono un'ingente perdita di massa durante la fase di gigante rossa, dovuta a una veloce rotazione e a un intenso vento stellare, e a un conseguente flash dell'elio che finisce per mischiare il sottile strato di idrogeno rimasto con il materiale presente nel nucleo stellare.
A causa dell'ingente perdita di massa subita, le stelle appartenenti all'EHB sono destinate a non ascendere il ramo asintotico delle giganti ma a diventare direttamente delle nane bianche.